# Pusta Grań
Pusta Grań (słow. Pustý hrebeň) – znajdująca się w słowackich Tatrach Wysokich boczna grań, odgałęziająca się w Małym Ganku (ok. 2425 m) od głównej grani Tatr Wysokich. Opada w północnym kierunku do dna Doliny Białej Wody, oddzielając Dolinę Ciężką od Doliny Kaczej. Nazwą obejmuje się dolną część tej grani, od północno-wschodniego skraju Galerii Gankowej. W kierunku od południa na północ w grani wyróżnia się:
- Kacza Szczerbina
- Kaczy Dziób
- Przełączka pod Kaczą Turnią (Sedielko pod Galériou)
- Kacza Turnia (Kačacia veža) 2197 m
- Pusta Ławka (Pustá lávka)
- Zadnia Pusta Turnia (Zadná pustá veža)
  - Pusta Szczerbina (Pustá štrbina)
  - Skrajna Pusta Turnia (Predná pustá veža)
- Pusta Przehyba (Pustá priehyba)
- Gankowa Strażnica (Pustá stráž) 1875 m[3].

Nazwa grani pochodzi od Pustej Ławki. Zadnią Pustą Turnię i Skrajną Pustą Turnię obejmuje się często jedną nazwą jako Puste Turnie (Pusté veže). Druga z nich nie znajduje się bezpośrednio w głównym grzbiecie Pustej Grani, lecz w bocznej, krótkiej odnodze Zadniej Pustej Turni wysuniętej do Doliny Ciężkiej.

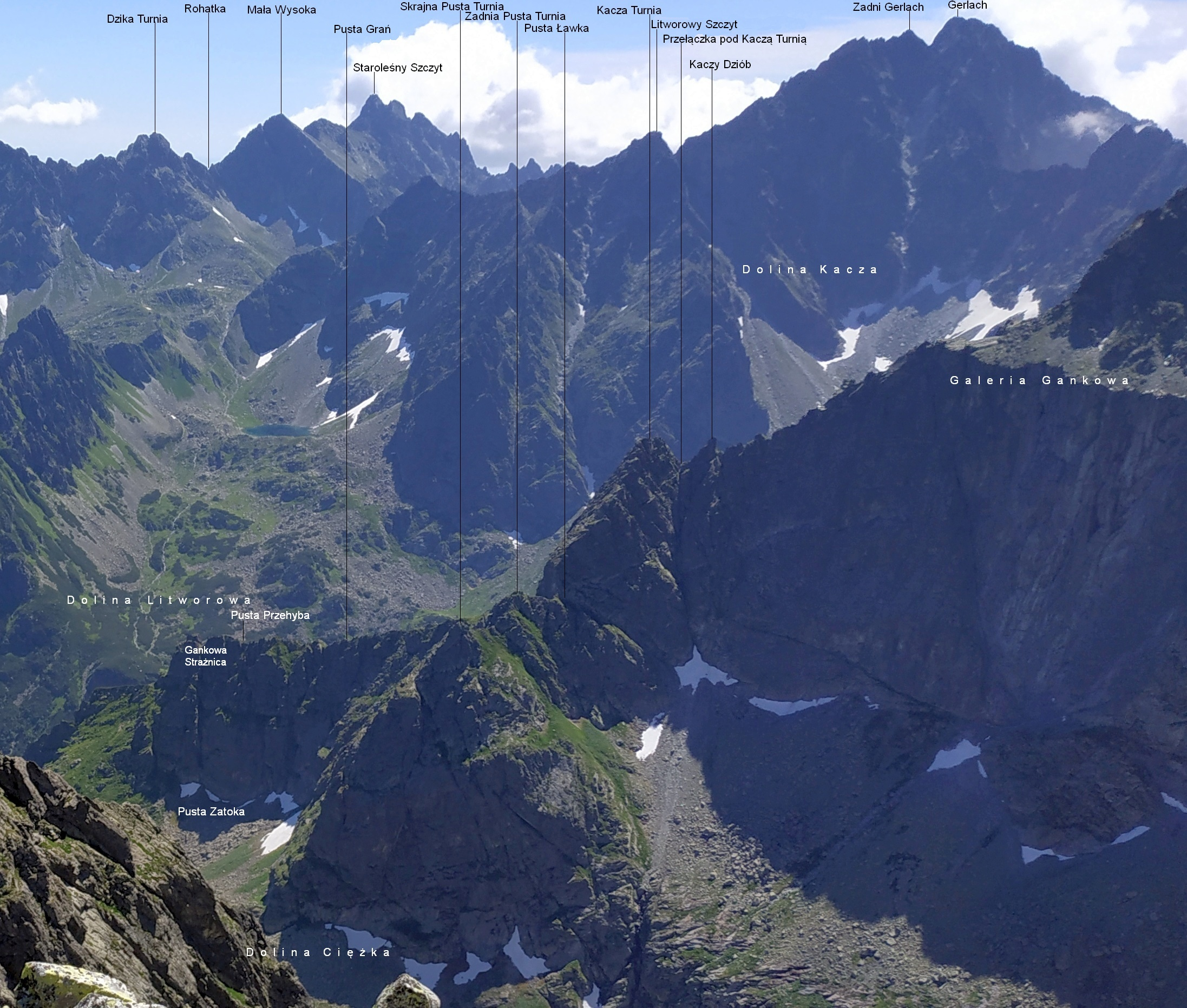
Widok z Niżnych Rysów
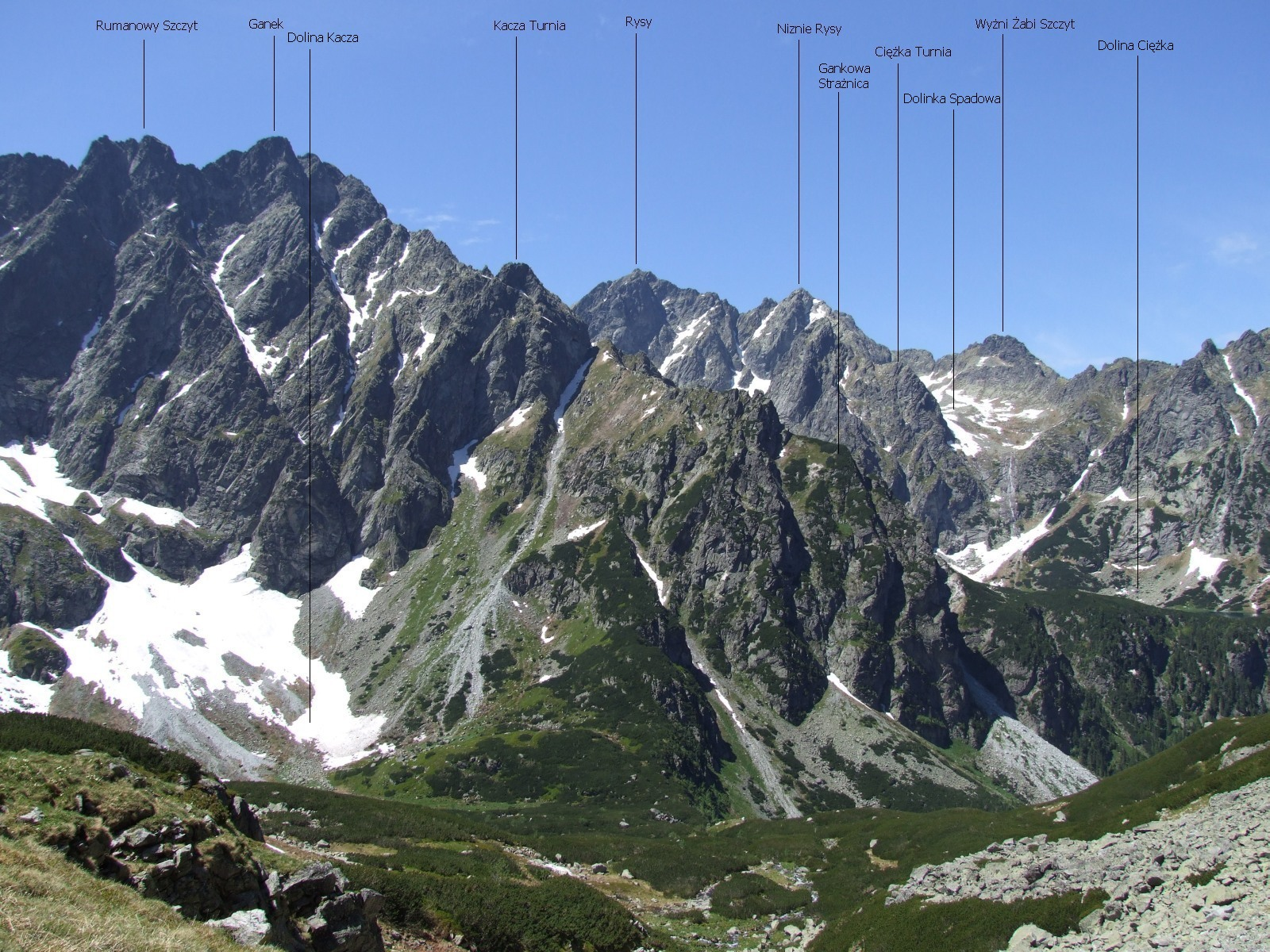
Widok z Doliny Litworowej
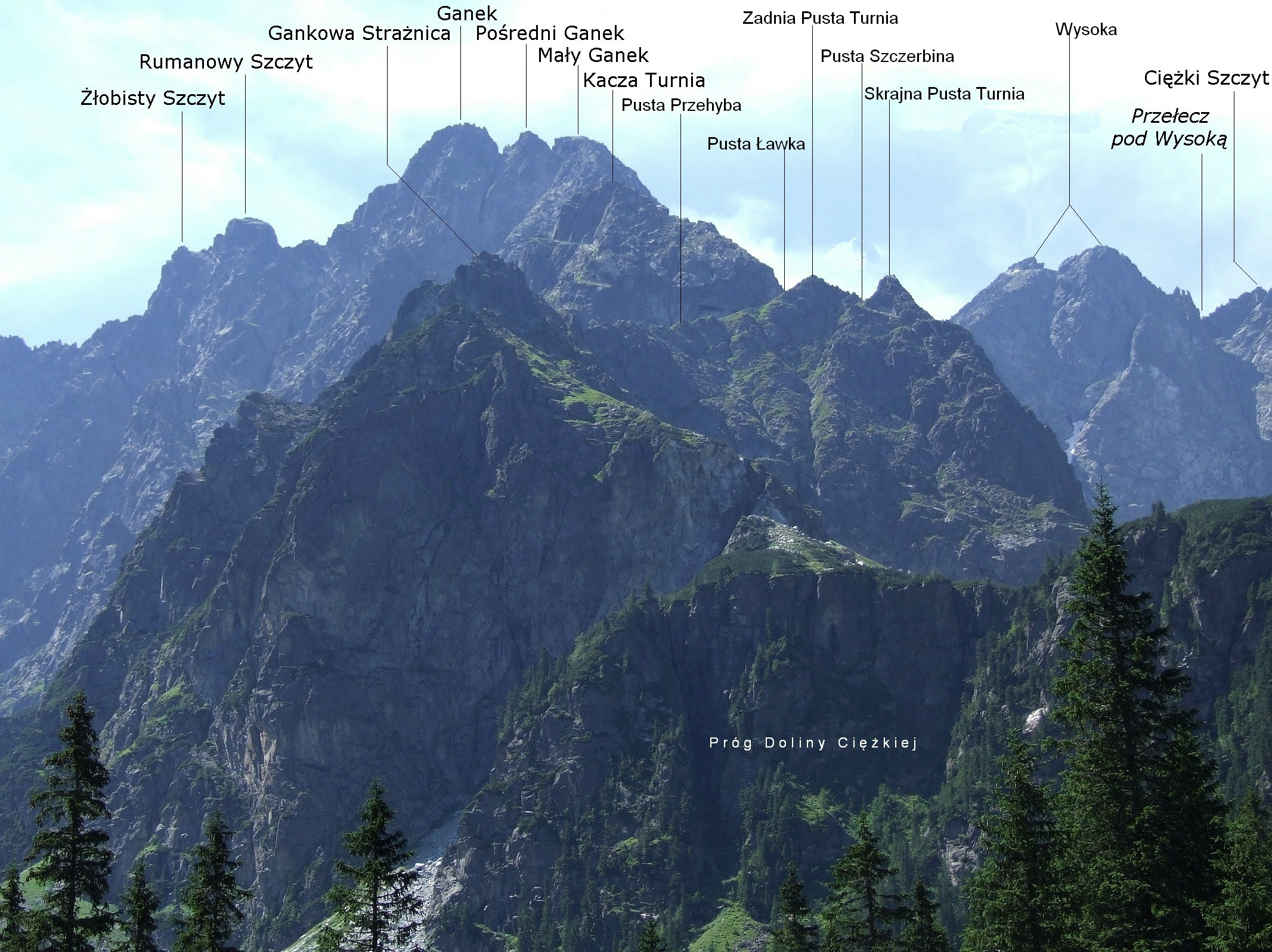
Widok z Polany pod Wysoką